# Abū Fāris ‘Abd al-‘Azīz b. ‘Umar b. Makhlūf
 (janvier 2023).
Abū Fāris ‘Abd al-‘Azīz b. ‘Umar b. Makhlūf (arabe : أبو فارس عبد العزيز بن عمر بن مخلوف), né à Tlemcen en 1205 et décédé à Alger en 1287, est un juriste et spécialiste du hadith de rite malikite.

## Biographie
Considéré comme le dépositaire du savoir de Mālik par le biographe Ahmed al-Ghubrini, Abū Fāris est reconnu par ses pairs comme un homme de science dont les fatawa étaient appliquées et respectées. Il a longuement étudié à Béjaïa et il y rencontra un grand nombre de savants. Il fut nommé juge des mariages à Béjaïa en tant que substitut, puis a exercé la judicature en tant que titulaire dans les villes de Biskra, Constantine puis à Alger où son mandat fut renouvelé deux fois. C’est au cours de son deuxième mandat qu’il mourut. Il enseignait les ouvrages de référence de l’école malikite à cette époque comme al-Jallab du savant Abū al-Qāsim ‘Ubayd Allāh b. al-Huseyn b. al-Hasan al-Jallab, savant malikite de Bagdad mort en 988, ou encore al-Muwatta de l’imam Mālik b. Anas.
Abū Fāris est décrit comme un homme agréable, doux et pédagogue avec ses étudiants. Il était éloquent de langage comme d’expression et de bon conseil. On le décrit comme un homme ayant le cœur pur et n’ayant aucune once de mal en lui.
Ahmed al-Ghubrini rapporte dans ʿUnwān al-dirāyaẗ dans la biographie qui lui est dédiée une anecdote qu’Abū Fāris avait pour habitude de raconter lors de ses assises (majliss). Il vit le Prophète Muhammad en rêve et l’a questionné concernant l’affaire de Dhū al-Yadayn, un compagnon du prophète.
Abū Fāris lui dit : « Ô Messager d’Allah ! Comment as-tu réparé dans l’affaire de Dhū al- Yadayn, était-ce en étant assis ou debout ? Il s’est alors tourné vers moi en souriant après que je l’ai saisi par son vêtement et il m’a dit : "C’était bien en étant debout". »